# Sebastián Balsas
Sebastián Andrés Balsas Bruno, mais conhecido como Balsas (Montevidéu, 5 de março de 1986), é um futebolista uruguaio que atua como atacante. Atualmente, joga pelo San Lorenzo.

## Títulos
Racing de Montevidéu
- Campeonato Uruguaio – Segunda Divisão: 2007–08